# مي أبو السمن
مي حمدي توفيق أبو السمن، هي وزيرة الخارجية الأردنية السابقة وسياسية وإدارية ونسوية ناشطة في مجال حقوق المرأة وعضو في مجلس الاعيان الأردني، ولدت عام 1951 في مدينة السلط بمحافظة البلقاء، درست البكالوريوس في اختصاص اللغة العربية من الجامعة الأردنية عام 1970 ومن ثم حصلت على الماجستير في الإدارة التربوية من الجامعة نفسها. عملت في العديد من القطاعات التعليمية كمدرسة للغة العربية ومديرة للعديد من المدارس الثانوية. تشغل حالياً منصب رئيس ومؤسس جمعية المرأة في مواقع صنع القرار.

## التعليم
- بكالوريوس لغة عربية - الجامعة الأردنية 1970
- ماجستير إدارة تربوية - الجامعة الأردنية 1970

## العمل
في بداية عملها عملت كمدرسة للغة العربية ومن ثم عملت كمديرة للعيد من المدارس الثانوية.
- مدربة في حقوق الإنسان وتحديداً المرأة.
- أمينة سر لجميع لجان المرأة الوطني 1997 ولغاية الآن.

## العضوية
- عضو صندوق التنمية والتشغيل.
- عضو المجلس الأعلى للشباب.
- عضو مجلس أمناء جامعة الحسين.
- عضو المركز الوطني لحقوق الإنسان.
- عضو المجلس الأعلى للإعلام.
- عضو اللجنة الوطنية لشؤون المرأة.
- عضو اللجنة الملكية لحقوق الإنسان.
- عضو مجلس الأعيان العشرون والحادي والعشرون والثاني والعشرون.

## المناصب الوزارية
- وزيرة الخارجية الأردنية.[3][بحاجة لمصدر]